# ایگور سارتوری
ایگور سارتوری (به پرتغالی: Igor Torres Sartori) مهاجم اهل برزیل است که در شهر برزیل و در تاریخ ۸ ژانویهٔ ۱۹۹۳ به دنیا آمده‌است.
ایگور سارتوری در تیم‌های فوتبال باشگاه فوتبال کاشیما آنتلرز سابقهٔ حضور دارد.